# Mwingi

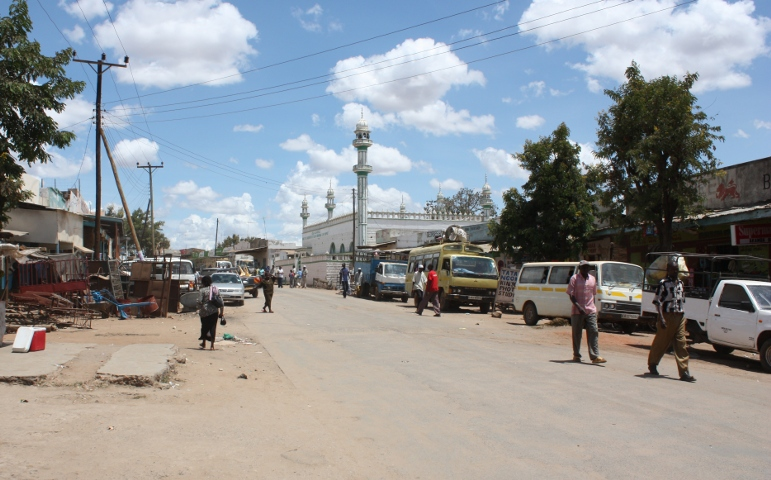
Gatan i centrala Mwingi, 2009.

Mwingi är huvudort i distriktet Mwingi i provinsen Östprovinsen i Kenya. År 1999 hade staden 10 138 invånare. Det största språket i staden är kamba.